# 1・0・∞のボール
『1・0・∞のボール』（いちぜろむげんだいのぼーる）は、1987年に発表された、彫刻家丑久保健一の作品。
「海のピース」と「陸のピース」の二つの作品で成り立っている。「海のピース」と「陸のピース」は、それぞれへこみのあるボールが108個集まって一つの作品となっている。

## 海のピース
欅の木を彫ってつくられた直径約16-50cmのへこみのあるボールが108個集まって一つの作品となっている。
制作の過程でこの作品を置くのに相応しい場、空間を模索しているうちに、地球上で一番広い空間である海の上に置きたいという想いが湧き「黒潮」の上に置くことを決意。
1987年ガレリアキマイラにおいて「1・0・∞のボール」の個展を開催、その最終日である1987年6月7日、108個のボールはそのまま千葉県銚子市の外川魚港に運ばれた。
同6月10日、ボールは漁船に積み込まれ、作家の立松和平氏も同乗し悪天候の中出航。千葉県銚子沖の黒潮の流れまで行き、丑久保健一の手で一つ一つ波の上に置かれ「1・0・∞のボール　海のピース」が完成した。その時の様子は、テレビ朝日ニュースステーションで1987年7月15日に放映された。
黒潮は日本列島の南岸に沿って流れ、房総半島（銚子）で二つに分かれる。一つは黒潮本流で東へ流れ北アメリカ大陸にぶつかる。もう一つは千島列島に沿って北上しやはり北アメリカ大陸にぶつかる。北アメリカ大陸に沿って南下し、北赤道海流と合流し西に向かい台湾南部に来て黒潮の源流になる。つまり理屈の上では黒潮の上に置けば作品は地球上を永遠に回り続けると考えた。

## 陸のピース
欅の木を彫ってつくられた直径約16-40cmのへこみのあるボールが108個集まって一つの作品となっている。
1980年代から渋谷区松濤にある「ギャラリー TOM」を中心にして、「手で見る美術展」が各地で開催された。「1・0・∞のボール　陸のピース」は毎回出品され、そこでは実際に触って鑑賞することができた。

## 作品誕生の経緯
丑久保健一がこのボールの作品を作り始めたのは1970年の半ば。へこんだボールを制作するきっかけとなったのが実家のそばの小学校の校庭に置き忘れられた少しへこんだボールの情景だった。
広い校庭にぽつんと置きざりにされたボール、少し空気が抜け上がへこんでいる。丑久保健一の意識に常にあった「一つのモノの中に同居する緊張と緩和」の状態。へこんだボールの制作は継続されて数を増やしていき、やがて108個という数になる。108はすなわち、「1」は始源であり、「0」は無、そして、「8」は横にすると「∞」で無限を表す。つまり、この世のすべてを表現している。